# Abkommen von Cartagena (1907)

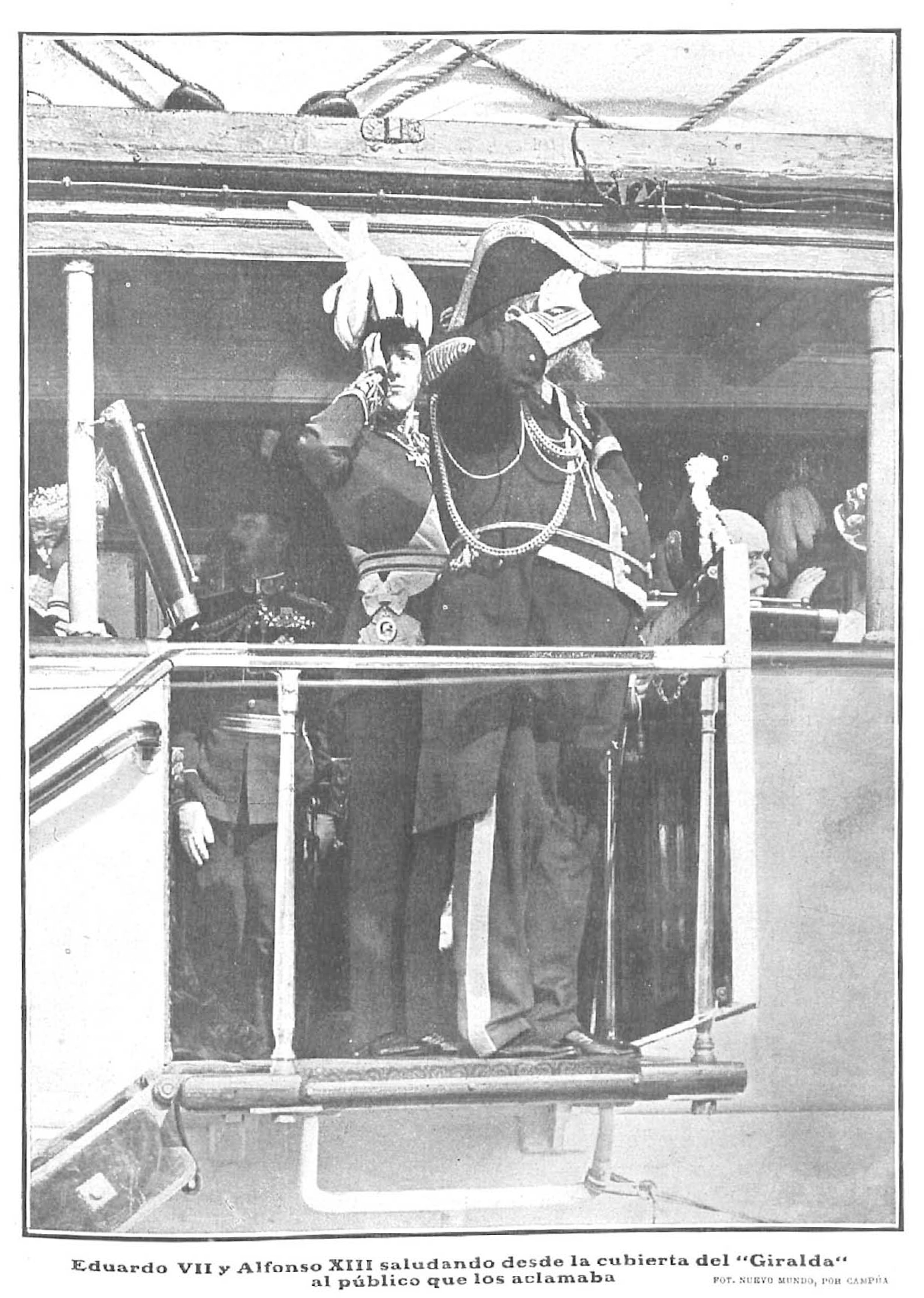
Das Treffen der Könige Eduard VII. (vorn) und Alfons XIII. (dahinter) am 8. April 1907 in Cartagena bereitete die britisch-spanische Übereinkunft vor.

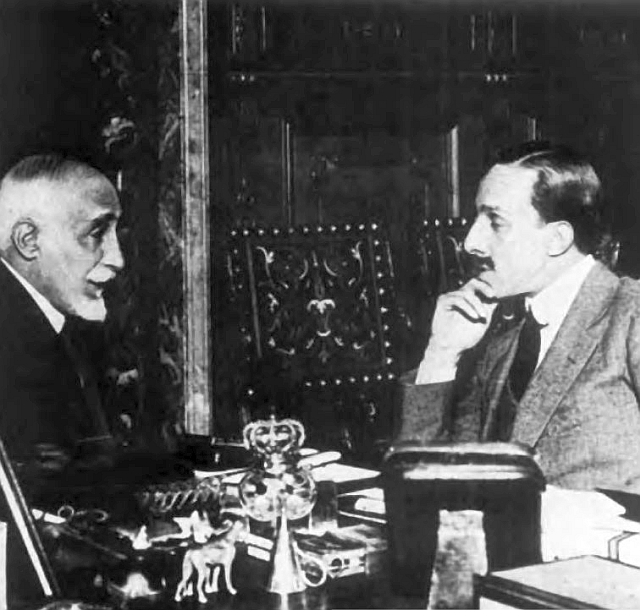
Antonio Maura (links) mit Alfons XIII.

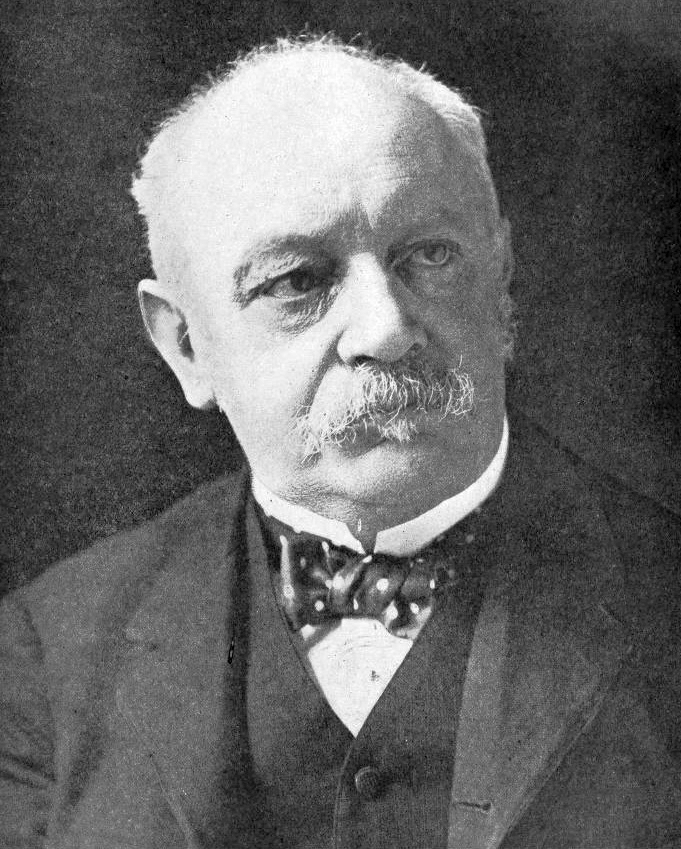
Als der eigentliche Urheber des Notenaustauschs galt Jules Cambon

Als Pakt, Entente, Übereinkunft, Konvention bzw. Abkommen von Cartagena (spanisch Convenio de Cartagena) werden identische diplomatische Noten bezeichnet, die am 16. Mai 1907 zeitgleich zwischen Großbritannien und Spanien sowie zwischen Frankreich und Spanien ausgetauscht wurden. Die darin enthaltenen Vereinbarungen (Acuerdos de Cartagena) bzw. Erklärungen (Declaraciones de Cartagena) garantierten bzw. anerkannten und bestätigten einander und vor allem Spanien vage den jeweiligen Besitzstand und die Interessenssphären an den mittelmeerischen und atlantischen Küsten Europas und Afrikas, während Spanien den beiden Entente-Mächten zusicherte, den Frieden bzw. den Status quo  aufrechterhalten zu helfen. Der Notenaustausch trug dazu bei, Spanien aus dem Umfeld des Dreibundes zu entfernen und der Triple Entente anzunähern.

## Hintergrund
Bis 1902 hatte Spanien unter der Regentschaft der Königsmutter Maria Christina gestanden und war von Kabinetten regiert worden, die eine wohlwollendere Haltung zu Österreich, Italien und Deutschland als zu Frankreich angestrebt hatten. Bismarck hatte zwar Spaniens Wunsch auf Aufnahme in den Dreibund abgewiesen, Spanien hatte sich aber durch ein Abkommen mit Italien der Mittelmeerentente angeschlossen, ohne allerdings Verbündete für die Verteidigung seiner Kolonien in Übersee gefunden zu haben. Die fernen Überseekolonien waren infolge des Spanisch-Amerikanischen Krieges an die USA sowie an Deutschland verloren gegangen, und auch an den Kanaren sowie an Fernando Póo und Spanisch-Guinea zeigten Deutschland bzw. Großbritannien Interesse. Spanien suchte Kompensationen in Marokko, um das es mit Deutschland und Frankreich rivalisierte.
Nach dem Erreichen seiner Großjährigkeit waren von Spaniens König Alfons XIII. Regierungen eingesetzt worden, die sich um eine (Wieder-)Annäherung an Frankreich (und Großbritannien) bemühten. Schon 1903 hatte Ministerpräsident Francisco Silvela dem französischen Botschafter in Madrid, Jules Cambon, einen Anschluss Spaniens an die Französisch-Russische Allianz vorgeschlagen, wenn die Alliierten Spaniens verbliebenen Besitzstand garantierten. Die Nachfolgeregierungen hatten sich in der für Spanien besonders wichtigen Marokko-Frage 1904 mit Frankreich und 1906 auf der Algeciras-Konferenz auch mit Großbritannien abgestimmt. Zudem war Alfons seit 1906 verheiratet mit einer Nichte des britischen Königs Eduard VII., der bei den Königshäusern Europas um Unterstützung für die britisch-französische Entente cordiale und (angeblich) für eine Isolierung Deutschlands warb.

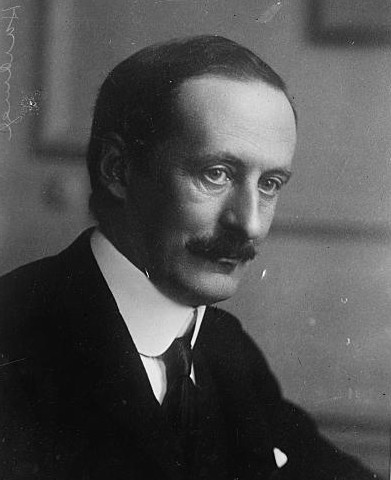
Charles Hardinge
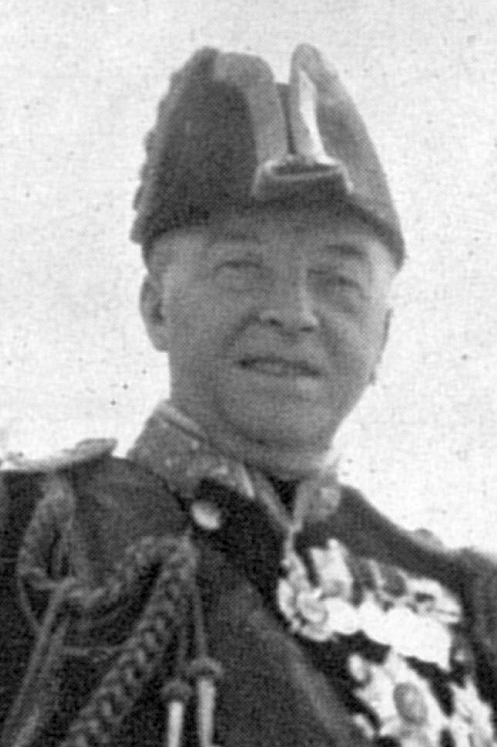
John Fisher
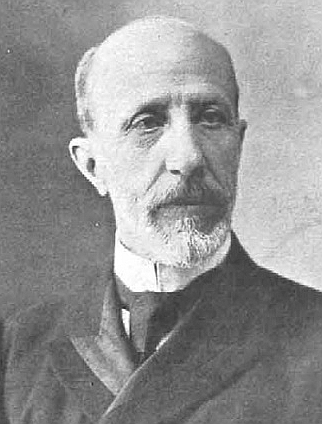
José Ferrándiz
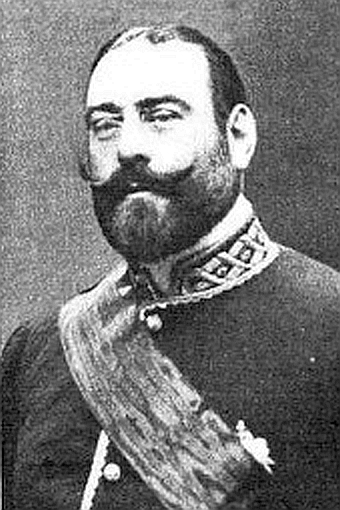
Manuel Allendesalazar

Großbritannien ging es vor allem aber auch um die Anerkennung seiner Herrschaft über Gibraltar, während Frankreich die Errichtung eines deutschen Flottenstützpunkts auf den Balearen verhindern wollte. Britische Unterhändler wie Francis Bertie und Staatssekretär Charles Hardinge hatten bereits seit Dezember 1906 Vorverhandlungen mit dem spanischen Botschafter in London, Wenceslao Ramírez de Villaurrutia, geführt. Auch Jules Cambon, dessen Bruder Paul Cambon zur gleichen Zeit französischer Botschafter in London war, verhandelte spätestens seit Januar 1907 mit Vertretern der spanischen Regierung. Von Alfons war im Januar 1907 Antonio Maura zum spanischen Ministerpräsidenten ernannt worden. Zunächst hatte der britische Außenminister Edward Grey ein (dem französisch-spanischen Abkommen ähnliches) britisch-spanisches Abkommen angestrebt, später dann hatten der französische Außenminister Stéphen Pichon und der französische Premierminister Georges Clemenceau ein dreiseitiges Abkommen favorisiert. Alfons wiederum schlug ein rein britisch-spanisches Abkommen vor, in welchem Großbritannien sich zum Schutz des spanischen Besitzstandes verpflichte, dafür aber im Kriegsfall die spanischen Häfen nutzen dürfte. An dem von Alfons am 16. März selbst eingebrachten Vorschlag, die Neutralität Spaniens vertraglich festzuschreiben, drohten die Verhandlungen zunächst zu scheitern. Cambon präsentierte am 25. März einen die spanischen Wünsche berücksichtigenden Kompromissvorschlag, in dem Harding am 28. März auch die britischen Wünsche unterbringen konnte.
Vom 8. April bis 10. April 1907 trafen Eduard, die Königin, Seelord John Fisher und Hardinge im spanischen Cartagena mit Alfons, Maura, Villaurrutia, Außenminister Manuel Allendesalazar und Marineminister José Ferrándiz zusammen. Madrid erschien für den Besuch zu unsicher.

## Inhalt
Die am 16. Mai 1907 von den Unterhändlern in Cartagena getroffenen spanisch-britischen und spanisch-französischen Vereinbarungen waren Absichtserklärungen, keine Abkommen. Obwohl eindeutig formulierte Garantien und Verpflichtungen ebenso vermieden wurden wie konkrete Nennungen von Besitzungen, so verbürgte Spanien auf diese Weise Großbritannien den Besitz Gibraltars und Maltas sowie Frankreich den Besitz Algeriens und Tunesiens. Im Gegenzug sprachen sich Großbritannien und Frankreich für die Beibehaltung der spanischen Herrschaft über die Balearen und im westlichen Mittelmeer sowie über die Kanaren und den atlantischen Küstengebieten Afrikas aus. Spanien verpflichtete sich, keine Inseln oder Häfen an andere Mächte abzutreten oder auch nur zu verpachten. Die drei Mächte erkannten zudem gegenseitig ihre jeweiligen Ansprüche und Interessen in Marokko bzw. Nordafrika an. Entsprechende identische Noten wurden zwischen dem britischen Außenminister Edward Grey und dem spanischen Botschafter in London, Wenceslao Ramírez de Villaurrutia, sowie zwischen dem französischen Außenminister Stéphen Pichon und dem spanischen Botschafter in Paris, Fernando León y Castillo, ausgetauscht. Die Noten wurden den Regierungen Deutschlands, Russlands, Österreich-Ungarns, Italiens, Portugals, Japans und der USA vorgelegt. Pichon versicherte, dass die Vereinbarungen allein auf Konsultationen über ein gemeinsames Vorgehen zur Aufrechterhaltung des Status quo im Mittelmeer sowie im östlichen Atlantik abzielten und friedlicher Natur seien.

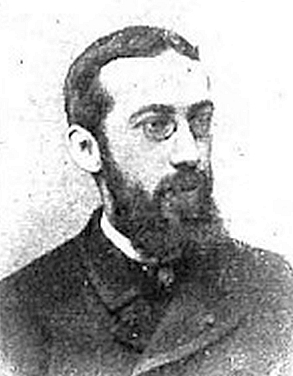
W. R. de Villaurrutia
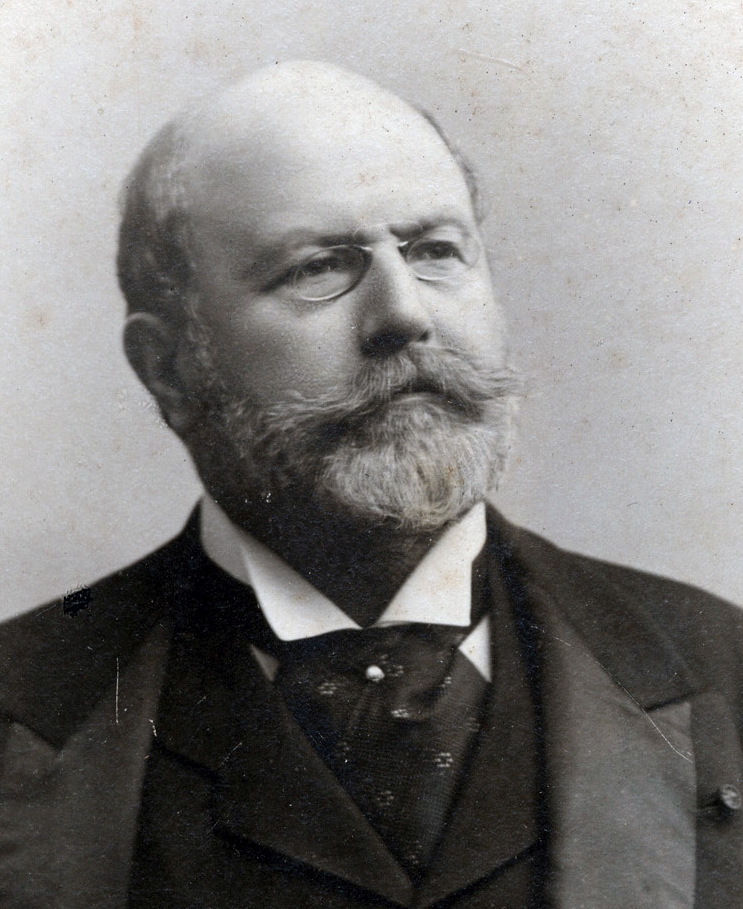
Fernando León y Castillo
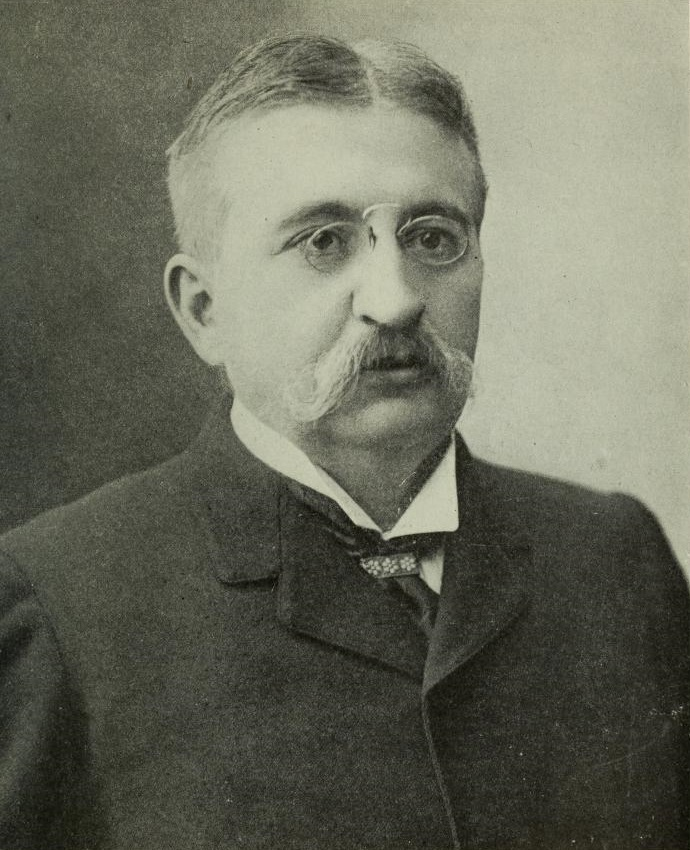
Stéphen Pichon
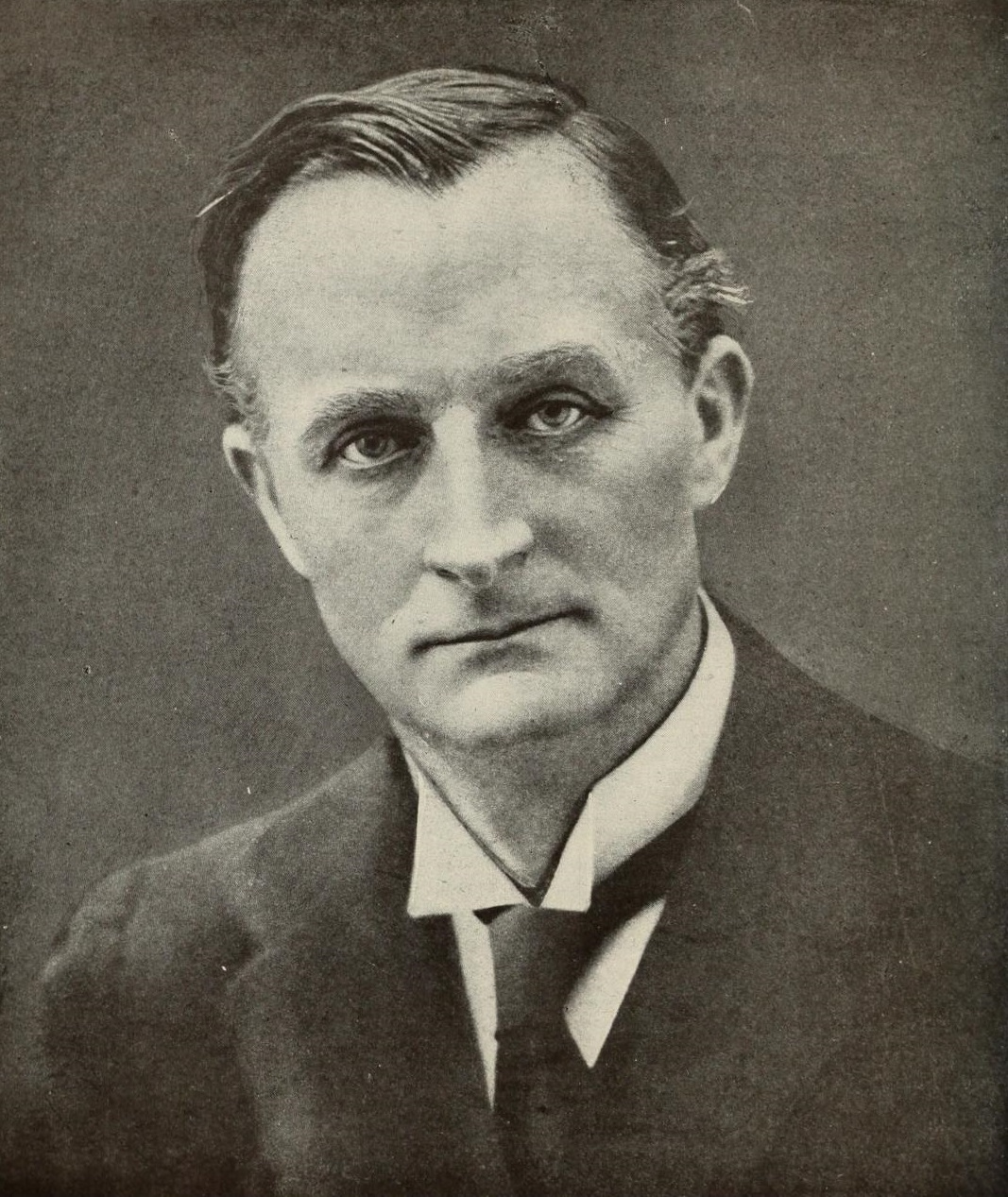
Edward Grey

### Veröffentlichte Noten
| Edward Greys Note an de Villaurrutia | Note von de Villaurrutia an Edward Grey | Note von León y Castillo an Stéphen Pichon | Stéphen Pichons Note an León y Castillo |
| --- | --- | --- | --- |
| Animated by the desire to contribute in every possible way to the maintenance of peace, and convinced that the preservation of the territorial status quo and the rights of Great Britain and Spain in the Mediterranean and that part of the Atlantic Ocean which washes the shores of Europe and Africa must materially serve this end, and is, moreover, to the mutual advantage of the two nations bound to each other by the closest ties of ancient friendship and of community interests. The Government of His Britannic Majesty desire to lay before that of his Catholic Majesty the following declaration of policy, in the confident hope that it will not only still further strengthen the good understanding so happily existing between them, but will also promote the cause of peace. The general policy of the Government of His Britannic Majesty in the regions above defined is directed to the maintenance of the territorial status quo, and the in pursuance of this policy they are firmly resolved to preserve intact the rights of the British Crown over its insular and maritime possessions in these regions. Should circumstances arise which, in the opinion of the Government of His Britannic Majesty, would alter, or tend to alter, the existing territorial status quo in the said regions, they will communicate with the Government of His Catholic Majesty in order to afford them the opportunity to concert, if desired, by mutual agreement the course of action which the two powers shall adopt in common. | Animado del deseo de contribuir por todos los medios posibles a la conservación de la paz, y convencido de que el mantenimiento del statu quo territorial y de los derechos de España y de la Gran Bretaña en el Mediterráneo y en la parte del Atlántico que baña las costas de Europa y de África debe servir eficazmente para alcanzar ese fin, siendo al mismo tiempo beneficioso para ambas naciones, unidas además por los lazos de secular amistad y por la comunidad de intereses; El Gobierno de Su Majestad Católica desea poner en conocimiento del Gobierno de Su Majestad Británica la declaración cuyo tenor sigue, con la firme esperanza de que contribuirá, no solamente a afianzar la buena inteligencia que tan felizmente existe entre ambos Gobiernos, sino también a servir la causa de la paz: La política general del Gobierno de Su Majestad Católica en las regiones arriba indicadas tiene por objeto el mantenimiento del statu quo territorial, y, conforme a tal política, dicho Gobierno está firmemente resuelto a conservar intactos los derechos de la Corona Española sobre sus posesiones insulares y marítimas situadas en las referidas regiones. En el caso de que nuevas circunstancias pudiesen modificar o contribuir a modificar el statu quo territorial actual, dicho Gobierno entrará en comunicación con el Gobierno de Su Majestad Británica, a fin de poner a ambos Gobiernos en condiciones de concertarse, si lo juzgan oportuno, respecto a las medidas que hubieran de tomarse en común. | Animado del deseo de contribuir por todos los medios posibles a la conservación de la paz, y convencido de que el mantenimiento del statu quo territorial y de los derechos de España y de Francia en el Mediterráneo y en la parte del Atlántico que baña las costas de Europa y de África debe servir eficazmente para alcanzar ese fin, siendo al mismo tiempo beneficioso para ambas naciones, unidas además por los lazos de secular amistad y por la comunidad de intereses; El Gobierno de Su Majestad Católica desea poner en conocimiento del Gobierno de la República Francesa la declaración cuyo tenor sigue, con la firme esperanza de que contribuirá, no solamente a afianzar la buena inteligencia que tan felizmente existe entre ambos Gobiernos, sino también a servir la causa de la paz: La política general del Gobierno de Su Majestad Católica en las regiones arriba indicadas tiene por objeto el mantenimiento del statu quo territorial, y, conforme a tal política, dicho Gobierno está firmemente resuelto a conservar intactos los derechos de la Corona Española sobre sus posesiones insulares y marítimas situadas en las referidas regiones. En el caso de que nuevas circunstancias pudiesen modificar o contribuir a modificar el statu quo territorial actual, dicho Gobierno entrará en comunicación con el Gobierno de la República Francesa, a fin de poner a ambos Gobiernos en condiciones de concertarse, si lo juzgan oportuno, respecto a las medidas que hubieran de tomarse en común. | Animé du désir de contribuer par tous les moyens possibles à la conservation de la paix et convaincu que le maintien du statu quo territorial et des droits de la France et de l’Espagne dans la Méditerranée et dans la partie de l’Atlantique qui baigne les côtes de l’Europe et de l’Afrique doit servir efficacement à atteindre ce but, tout en étant profitable aux deux nations qu’unissent d’ailleurs les liens d’une amitié séculaire et la communauté des intérêts ; Le Gouvernement de la République Française desire porter à la connaissance de Sa Majesté Catholique la déclaration dont la teneur suit, avec le ferme espoir qu’elle contribuera non seulement à affermir la bonne entente qui existe si heureusement entre les deux Gouvernements, mais aussi a servir la cause de la paix : La politique générale du Gouvernement de la République Française dans les régions susindiquées à pour objet le maintien du statu quo territorial et, conformément à cette politique, ce gouvernement est fermement résolu à conserver intacts les droits de la République Française sur ses possessions insulaires et maritimes situées dans les dites régions. Dans le cas ou se produiraient de nouvelles circonstances qui, selon l’opinion du Gouvernement de la République Française, seraient de nature ou à modifier ou à contribuer à modifier le statu quo territorial actuel, ce Gouvernement entrera en communication avec le Gouvernement de Sa Majesté Catholique, afin de mettre les deux Gouvernements en état de se concerter, s’il est jugé désirable, sur les mesures à prendre en commun. |

### Vermutete Nebenabsprachen
In den kurzen Noten deutete nichts auf eine Militärkonvention oder ein Bündnis hin. Dennoch mutmaßten belgische Diplomaten (Jules Greindl, Charles Lalaing), spanische Abgeordnete, spanische Zeitungen und später auch deutsche Weltkriegsapologeten, dass die unmittelbar nach den Verhandlungen von Spanien aufgenommenen Marinekredite im Zusammenhang zu geheimen Zusatzklauseln standen, die über die vereinbarte Konsultationen im Krisenfall hinausgingen. Demnach sollte sich Spanien verpflichtet haben, seine größeren Häfen so auszubauen und zu befestigen, dass sie im Verteidigungsfall starke britische und französische Flottenverbände aufnehmen können sowie eine für den Schutz dieser Häfen ausreichende Flotte aufzubauen und zu unterhalten. Vor allem die Teilnahme von Seelord Fisher und Marineminister Ferrándiz an den Verhandlungen deutete darauf hin.
Tatsächlich legte die Regierung Maura bereits am 1. Juni 1907 ein nach Ferrándiz benanntes Flottenbauprogramm auf, das am 7. Januar 1908 bewilligt sowie im April 1908 durch ein weiteres Aufrüstungsprogramm ergänzt wurde und auch den Ausbau der Kriegshäfen Cartagena, Ferrol und Mahón vorsah. Einige der neuen Schiffe sollten in britischen Werften gebaut werden und Spanien sollte für den Kauf dieser Schiffe britische bzw. französische Kredite aufnehmen können. Eigens für den Bau der übrigen Schiffe wurde 1909 ein spanisch-britisches Gemeinschaftsunternehmen, die Sociedad Española de Construcción Naval (SECN), mit Werften in Ferrol und Cartagena gegründet. Großbritannien sagte zudem Hilfe beim Ausbau der Hafenbefestigungen zu.

## Folgen

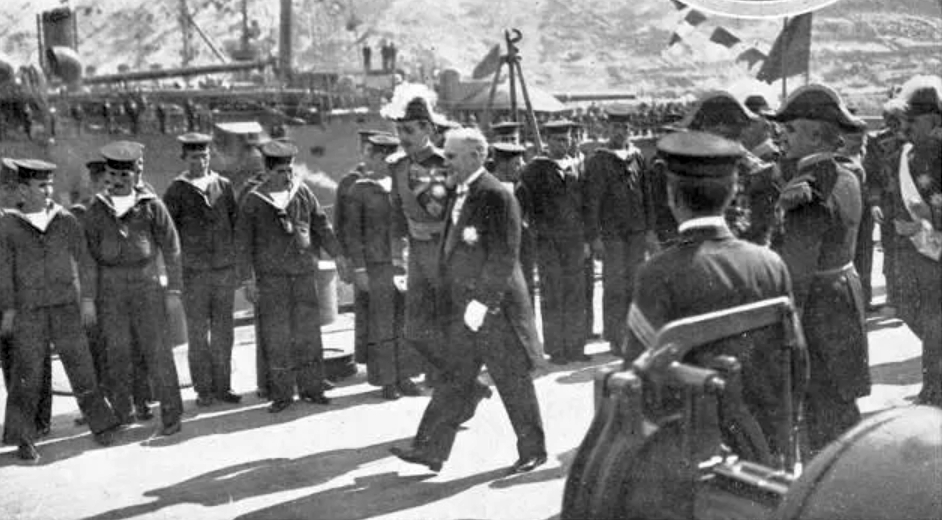
König Alfons mit Präsident Poincaré 1913 in Cartagena vor dem (im Rahmen des Ferrándiz-Programms) neugebauten Schlachtschiff España

Das der britischen Diplomatie bzw. den Bemühungen Eduards VIII. sowohl von belgischen Diplomaten als auch von deutschen Autoren unterstellte Ziel, Spanien in ein Verteidigungsbündnis einbinden und damit die geostrategische Lücke zwischen Portugal und Frankreich schließen zu wollen, ist nicht erreicht worden – obwohl Alfons XIII. bei seinem Besuch in Paris im Mai 1913 für einen Anschluss Spaniens an die Triple Entente warb (was der damalige französische Präsident Raymond Poincaré in seinen Memoiren nicht erwähnte) und bei Poincarés Gegenbesuch in Cartagena im Oktober 1913 Frankreich im Kriegsfall die Nutzung spanischer Häfen sowie sogar den Transport des in Algerien stehenden französischen 19. Armeecorps über spanisches Gebiet in Aussicht stellte (was die spanische Regierung später unter Verweis auf das schwache Eisenbahnnetz ablehnte). Alfons soll sich dafür gewisse Kompensationen zugunsten Spaniens erhofft haben (was vielleicht der Grund war, weshalb Poincaré davon nichts erwähnte), etwa ein Protektorat über Portugal, das seit der Ermordung des Königs und der Errichtung der Republik instabil geworden war. Die zweite Cartagena-Erklärung von 1913 bekräftigte stattdessen nur noch einmal die britisch-französisch-spanische Übereinkunft von 1907, nicht mehr. Die Übereinkunft sicherte Frankreich und Spanien aber das Protektorat über Marokko und den Ententemächten zumindest die Neutralität Spaniens in diesem Krieg. Sie trug damit letztlich tatsächlich zur Isolierung Deutschlands bei, zumindest aber zum Rückgang des deutschen Einflusses im Mittelmeerraum.
Die 1907 geschlossene Übereinkunft von Cartagena wurde bei Kriegsausbruch hinfällig, als Spanien seine Neutralität erklärte, ohne mit den Entente-Partnern gemeinsame Maßnahmen beraten zu haben. Sie blieb aber formaltheoretisch gültig bis zum 26. April 1915, als Großbritannien und Frankreich – ohne Spanien zu konsultieren – Italien im Londoner Vertrag eine Änderung des Status quo im Mittelmeer zusicherten. Anders als Italien, Portugal, Griechenland und Rumänien schloss sich Spanien im Ersten Weltkrieg nicht den Ententemächten an. Mit dem Anschluss Italiens (und Portugals) verringerte sich die Bedeutung einer aktiven Unterstützung durch Spanien, der Entente genügte Spaniens Neutralität.